# 1128
| [ Edytuj tabelę ]          |                                                             |
| Książę Polski              | - 1102 Bolesław Krzywousty 1138                             |
| Król Angkoru               | - 1113 Surjawarman II 1150                                  |
| Król Anglii                | - 1100 Henryk I 1135                                        |
| Król Aragonii i Nawarry    | - 1104 Alfons I Waleczny 1134                               |
| Hrabia Barcelony           | - 1082 Rajmund Berengar III Wielki 1131                     |
| Książę Bawarii             | - 1126 Henryk X Pyszny 1139                                 |
| Książę Burgundii           | - 1102 Hugo II 1143                                         |
| Cesarz Bizancjum           | - 1118 Jan II Komnen 1143                                   |
| Cesarz Chin                | - 1127 Song Gaozong 1162                                    |
| Książę Czech               | - 1125 Sobiesław I 1140                                     |
| Król Danii                 | - 1104 Niels Stary 1134                                     |
| Władca Egiptu              | - 1101 Al-Amir 1130                                         |
| Król Francji               | - 1108 Ludwik VI Gruby 1137                                 |
| Król Gruzji                | - 1125 Dymitr I 1156                                        |
| Hrabia Holandii            | - 1121 Dirk VI 1157                                         |
| Cesarz Japonii             | - 1123 Sutoku 1141                                          |
| Kalif                      | - 1118 Al-Mustarszid 1135                                   |
| Król Kastylii              | - 1126 Alfons VII 1157                                      |
| Wielki książę Kijowa       | - 1125 Mścisław I Harald 1132                               |
| Patriarcha Konstantynopola | - 1111 Jan IX Agapet 1134                                   |
| Władca Korei               | - 1122 Injong 1146                                          |
| Państwo Almorawidów        | - 1106 Ali ibn Jusuf 1143                                   |
| Król Norwegii              | - 1103 Sigurd I Krzyżowiec 1130                             |
| Książę Obodrzyców          | - 1127 Świętopełk 1129                                      |
| Hrabia Palatynatu          | - 1113 Gotfryd z Kalw 1129                                  |
| Papież                     | - 1124 Honoriusz II 1130                                    |
| Hrabia Portugalii          | - 1112 Alfons I Zdobywca 1139 - 1112 Teresa (regentka) 1128 |
| Sułtan Rumu                | - 1116 Masud I 1156                                         |
| Książę Rusi halickiej      | - 1124 Iwan I 1141                                          |
| Książę Saksonii            | - 1127 Henryk II Pyszny 1138                                |
| Sułtan Wielkich Seldżuków  | - 1118 Ahmad Sandżar 1157                                   |
| Król Szkocji               | - 1124 Dawid I Szkocki 1153                                 |
| Król Szwecji               | - 1125 Ragnvald Okrągłogłowy i Magnus Nilsson 1130          |
| Doża Wenecji               | - 1117 Domenico Michiel 1130                                |
| Król Węgier                | - 1116 Stefan II 1131                                       |

Rok 1128 / MCXXVIII
stulecia: XI wiek ~
XII wiek ~
XIII wiek

lata: 1118 «
1123 «
1124 «
1125 «
1126 «
1127 «
1128
» 1129
» 1130
» 1131
» 1132
» 1133
» 1138

## Wydarzenia w Polsce
- Druga misja biskupa bamberskiego Ottona na Pomorzu Zachodnim, wspierana przez króla niemieckiego Lotara III.
- Złupienie Płocka przez wojska pomorskie Warcisława I.

## Wydarzenia na świecie
- 14 stycznia – synod w Troyes pod przewodnictwem kardynała legata Mateusza d’Albano i Bernarda opata Clairvaux uprawomocnił powstanie Zakonu Templariuszy.
- 10 czerwca – w katedrze w Rouen został pasowany na rycerza Gotfryd Plantagenet.
- 24 czerwca – powstanie Portugalii. Alfons I Zdobywca pokonał wojska swojej matki Teresy w bitwie pod São Mamede.
- 27 lipca – Brugia uzyskała prawa miejskie.

- Wybuch wojen węgiersko-bizantyjskich. Imperator Jan II Komnen odniósł zwycięstwo pod Haram.

## Urodzili się
- Adolf II Holsztyński, hrabia szauenburski i holsztyński, syn hrabiego Adolfa I (zm. 1164)
- Sobiesław II, książę Czech z dynastii Przemyślidów (zm. 1180)
- Wawrzyniec z Dublina, arcybiskup Dublina, święty Kościoła katolickiego (zm. 1180)